# Kotafolket
Kota-, eller kotarfolket, är en liten etnisk grupp i södra Indien, som omfattar knappt 2 000 personer (år 2010).
Kotaerna lever i Nilgiris-distriktet i delstaten Tamil Nadu. Den indiska regeringen klassar dem som en så kallad scheduled tribe och de är således berättigade till kvotering vad gäller bland annat statliga tjänster, utbildningsplatser och politisk representation. Traditionellt livnär de sig som hantverkare, med krukmakeri-, läder- och metallarbeten men är även statsanställda eller innehar andra officiella yrken. Deras språk, kota, är ett dravidiskt språk. Många av dem talar dessutom tamil. Deras religion präglas av shaivistisk animism.